# Lamar Hunt U.S. Open Cup de 2008
A Lamar Hunt U.S. Open Cup de 2008 foi a 95ª temporada da competição futebolística mais antiga dos Estados Unidos. New England Revolution entra na competição defendendo o título.
O campeão da competição foi o D.C. United, conquistando seu segundo título, e o vice campeão foi o Charleston Battery. Foi a primeira vez desde 1999 que uma equipe da USL foi para a final.

## Participantes
| Entram na Primeira Fase | Entram na Primeira Fase | Entram na Primeira Fase | Entram na Terceira Fase |
| USASA 7 Times | PDL 8 Times | USL First/USL Second 8 Times/8 Times | MLS 8 Times |
| USASA - RWB Adria - Arizona Sahuaros - Boston Olympiakos - Clearwater Galactics - A.A.C. Eagles - Hollywood United - New Stars - New York Pancyprian-Freedoms | PDL - Austin Aztex U23 - Bradenton Academics - Brooklyn Knights - Fredericksburg Gunners - Los Angeles Legends - Michigan Bucks - St. Louis Lions - Yakima Reds | USL First Division - Atlanta Silverbacks - Carolina RailHawks - Charleston Battery - Miami FC - Minnesota Thunder - Portland Timbers - Rochester Rhinos - Seattle Sounders USL Second Division - Charlotte Eagles - Cleveland City Stars - Crystal Palace Baltimore - Harrisburg City Islanders - Pittsburgh Riverhounds - Real Maryland Monarchs - Richmond Kickers - Western Mass Pioneers | - Chicago Fire - Chivas USA - D.C. United - FC Dallas - Houston Dynamo - Kansas City Wizards - New England Revolution - New York Red Bulls |

## Premiação
| Lamar Hunt U.S. Open Cup de 2008 |
| -------------------------------- |
| D.C. UNITED Campeão (1º título)  |